# Eurybia latifasciata
Eurybia latifasciata is een vlindersoort uit de familie van de prachtvlinders (Riodinidae), onderfamilie Riodininae.
Eurybia latifasciata werd in 1869 beschreven door Hewitson.